# Bushido (Spiel)
Bushido ist ein Samurai-Rollenspiel zur Zeit des Feudalismus in Japan. Entwickler des Spiels sind Paul Hume und Bob Charrette, Herausgeber ist Fantasy Games Unlimited.
1981 wurde Bushido veröffentlicht. Die Basisbox bestand aus zwei Büchern. Das erste Buch – „The Heroes of Nippon“ (Helden von Japan) enthielt die Spielregeln und das Handbuch für die Spieler. Das zweite Buch „The Land of Nippon“ (Das Land Nippon) beinhaltete die Spielleiterinformationen sowie weitergehende Regeln.
Wie andere Pen-&-Paper-Rollenspiele basiert das Spielsystem auf Charaktereigenschaften, Talenten, Berufsklassen und kulturellen Rahmenbedingungen. Es werden Würfel verwendet, in diesem Fall 6-seitige (W6) und 20-seitige (W20). Das Spiel gilt nicht als typisches Hau-drauf-Spiel, da es versucht, die kulturellen Hintergründe Japans mit einzubeziehen.
Durch dieses Spiel kam der deutschsprachige Rapper Bushido auf seinen Künstlernamen.